# شارون إبرسون
شارون إميلي إبرسون، ولدت في 12 أبريل 1968، وهي كبيرة المراسلين الماليين الشخصيين لقناة CNBC (سي.إن.بي.سي) «أخبار المستهلك وقناة الأعمال»، وتظهر أيضًا في برامج NBC News «إن.بي.سي نيوز»، Today «توداي»، NBC Nightly News «إن.بي.سي نايتلي نيوز».

## النشأة والتعليم
إبرسون هي ابنة ديفيد إبرسون وسيسيلا تي إبرسون، مُعلمة متقاعدة في نظام المدارس العامة في بيتسبرغ، وكان آخر تدريس بمدرسة لينكولن الابتدائية في بيتسبرغ. عمل جدها في صناعة الصلب. وعمل والدها المتوفى حاليًا، عميدًا لكلية الخدمة الاجتماعية بجامعة بيتسبرغ ما يقرب من 30 عامًا وكان أول عميد أمريكي من أصل أفريقي بالمدرسة.
تخرجت إبرسون من مدرسة تيلور ألدردايس الثانوية في بيتسبرغ عام 1986، وتم إدخالها في قاعة الشرف للخريجين في عام 2011. وقد حصلت على تدريبًا صيفيًا في سن 18 في قسم مكتبة بيتسبرغ الصحفية.
حصلت إبرسون على درجة البكالوريوس في علم الاجتماع من جامعة هارفارد، ودرجة الماجستير في الشؤون الدولية من جامعة كولومبيا، والدكتوراه الفخرية من جامعة كارلو في بيتسبرغ. وفي هارفارد، انضمت إلى فرع «لامبادا أبسيلون» من النادي النسائي «ألفا كابا ألفا». وعملت كمدرس مساعد للشؤون الدولية في كلية الشؤون العامة الدولية بجامعة كولومبيا منذ عام 2000.

## السيرة المهنية
في عام 1996، بدأ إبرسون العمل مع CNBC (سي.إن.بي.سي). وقد شغلت سابقًا منصب كبير مراسلي الطاقة في CNBC (سي.إن.بي.سي)، ومقرها في بورصة نيويورك التجارية، والتي تغطي أسواق السلع بشكل يومي لمدة ثماني سنوات. وفي عام 2015، كانت إبرسون واحدة من ستة أعضاء في اللجنة قاموا بتغطية المناظرة الرئاسية.
غطت إبيرسون التمويل الشخصي في عمود لمجلة يو أس آي ويك إند، كما ظهرت كتاباتها في مجلة إسنس، بوسطن غلوب، واشنطن بوست، وول ستريت جورنال وسيلف مجازين.
كما قامت بتأليف كتاب «المكافأة الكبيرة، ثماني خطوات يمكن للأزواج اتخاذها للاستفادة القصوى من أموالهم والعيش بثراء إلى الأبد».
وتستضيف إبرسون سلسلة الفيديوهات الرقمية «تقاعد جيدًا» Retire Well.

## الجوائز
- 1995: المركز الأول مع مرتبة الشرف من رابطة الصحفيين السود الوطنية لتغطية فريق العمل على قصة غلاف مجلة تايم عن أمة الإسلام.
- 1999: الميدالية الفضية العالمية من مهرجانات نيويورك، في مسابقة دولية للبرمجة تلفزيونية.
- 2001: جائزة «غريسي آلين» في الإذاعة والتلفزيون من مؤسسة المرأة الأمريكية.
- 2003: جائزة رائد العام من جمعية نيويورك للصحفيين السود.
- 2003: جائزة «أُل ستار» من جمعية المرأة في الاتصالات.

## الحياة الشخصية
من مواليد بيتسبرغ، تعيش وزوجها كريستوفر جون فارلي، وهو أيضًا صحفي ومؤلف حائز
على عدة جوائز، في مقاطعة ويستشستر في نيويورك، مع طفليهما. ولقد تزوجا في 30 أغسطس 1997. أما شقيقتها «ليا إبرسون»، فهي محامية في مجال الحقوق المدنية وأستاذة القانون في كلية الحقوق بالجامعة الأمريكية بواشنطن، والرئيس التنفيذي السابق لـ «بن جليس» وهو صهر شارون السابق.
في عام 2016، عانت إبرسون من تمزق تمدد الأوعية الدموية الدماغية أثناء وجودها في صالة للألعاب الرياضية، ولكنها لم تكن تعاني من تلف دائم في الدماغ.